# Avalon (film din 1990)
Avalon (titlu original: Avalon) este un film american dramatic din 1990  scris și regizat de Barry Levinson. Rolurile principale au fost interpretate de actorii Armin Mueller-Stahl, Aidan Quinn, Elizabeth Perkins, Joan Plowright și Elijah Wood.
Este a treia parte a tetralogiei Baltimore Films, care are loc în orașul natal al regizorului în anii 1940, 1950 și 1960; după Restaurantul (1982) și Oameni de tinichea  (1987), fiind urmat de Culmile libertății (1999).

## Distribuție
- Armin Mueller-Stahl - Sam Krichinsky
  - Michael Krauss - tânărul Sam
- Aidan Quinn - Jules Kaye
  - Kevin Blum - tânărul Jules
- Elizabeth Perkins - Ann Kaye
- Joan Plowright - Eva Krichinsky
  - Dawne Hindle - tânăra Eva
- Leo Fuchs - Hymie Krichinsky
  - Bernard Hiller - tânărul Bernard
- Lou Jacobi - Gabriel Krichinsky
  - Michael Edelstein - tânărul Gabriel
- Eve Gordon - Dottie Kirk
- Kevin Pollak - Izzy Kirk
- Israel Rubinek - Nathan Krichinsky
  - Brian Shait - tânărul Nathan
- Elijah Wood - Michael Kaye
  - Tom Wood - Michael Kaye - adult
- Grant Gelt - Teddy Kirk
- Mindy Loren Isenstein - Mindy Kirk
- Curtis Carnathan - Alexander Kaye
- Shifra Lerer - Nellie Krichinsky
  - Christine Mosere	- tânăra Nellie
- Mina Bern - Alice Krichinsky
  - Anna Bergman - tânăra Alice
- Frania Rubinek - Faye Krichinsky
  - Mary Lechter - tânăra Faye
- Ronald Guttman - Simka
- Herb Levinson - Rabbi Krauss